# Raoul Mosseray
Raoul-Désiré-Ghislain Mosseray (* 1. Juli 1908 in Anhée; † 1940) war ein belgischer Botaniker.

## Leben und Wirken
Er studierte am Institut Agronomique de l'Université catholique de Louvain in Löwen und erhielt dort mit großer Auszeichnung am 25. Juli 1930 sein Diplom als Ingénieur agronome, Section de Eaux et Forets. Am Laboratorium von Professor Biourge vom Institut Carnoy befasste er sich  beruflich mit Schimmelpilzen. Am 24. Juli 1931 veröffentlichte er einen Bericht über den Einfluss von Zink auf die Schimmelpilze in der Gruppe Aspergillus.